# Knud Stadsgaard
Knud Stadsgaard (1960. április 28. –) dán nemzetközi labdarúgó-játékvezető. Polgári foglalkozása pénzügyi ellenőr.

## Pályafutása

### Nemzeti játékvezetés
1994-ben lett a Super Liga játékvezetője. Az aktív nemzeti játékvezetéstől 2006-ban vonult vissza.

### Nemzetközi játékvezetés
A Dán labdarúgó-szövetség Játékvezető Bizottsága (JB) 1996-ban terjesztette fel nemzetközi játékvezetőnek, a Nemzetközi Labdarúgó-szövetség (FIFA) bíróinak keretébe. Több nemzetek közötti válogatott és klubmérkőzést vezetett. A dán nemzetközi játékvezetők rangsorában, a világbajnokság-Európa-bajnokság sorrendjében többedmagával a 18. helyet foglalja el 2 találkozó szolgálatával. Az aktív nemzetközi játékvezetéstől 2003-ban a FIFA 45 éves korhatárát elérve búcsúzott. Válogatott mérkőzéseinek száma: 3.

#### Világbajnokság
A világbajnoki döntőhöz vezető úton Dél-Koreába és Japánba a XVII., a 2002-es labdarúgó-világbajnokságra a FIFA JB bíróként alkalmazta.
| Időpont             | Helyszín                     | Mérkőzés típusa           | Mérkőzés           | Eredmény | Nézők száma |
| ------------------- | ---------------------------- | ------------------------- | ------------------ | -------- | ----------- |
| 2001. szeptember 5. | Olimpiai Stadion, Serravalle | előselejtező (6. csoport) | San Marino–Belgium | 0 : 4    | 1 387       |

#### Európa-bajnokság
Az európai-labdarúgó torna döntőjéhez vezető úton Belgiumba és Hollandiába a XI., a 2000-es labdarúgó-Európa-bajnokságra az UEFA JB játékvezetőként foglalkoztatta.
| Időpont         | Helyszín                     | Mérkőzés típusa           | Mérkőzés                   | Eredmény | Nézők száma |
| --------------- | ---------------------------- | ------------------------- | -------------------------- | -------- | ----------- |
| 1999. június 5. | Tofik Bahramov Stadion, Baku | előselejtező (7. csoport) | Azerbajdzsán–Liechtenstein | 4 : 0    | 8 500       |